# Бертран-Деман, Жан-Поль
Жан-Поль Бертран-Деман (фр. Jean-Paul Bertrand-Demanes; род. 13 мая 1952, Касабланка, Касабланка) — французский футболист, вратарь. Известный по выступлениям за «Нант», в котором провёл всю свою игровую карьеру, а также за сборную Франции.

## Клубная карьера
Во взрослом футболе дебютировал в 1969 году выступлениям за «Нант», цвета которого и защищал в течение всей своей карьеры, длившейся целых девятнадцать лет. Большую часть времени, проведённого в составе «Нанта», был основным голкипером команды. Всего за «Нант» Жан-Поль провёл 532 матча в чемпионате страны, что является рекордом клуба, вместе с Анри Мишелем. В еврокубках провёл 39 матчей.

## Выступление за сборную
21 ноября 1973 дебютировал за сборную Франции. На протяжении карьеры в национальной команде, которая длилась 6 лет, провёл в форме главной команды страны 11 матчей, пропустив 12 голов.
В составе сборной был участником чемпионата мира 1978 в Аргентине, на котором сыграл в двух из трёх матчей сборной. После завершения мундиаля Жан-Поль больше ни разу не вызывался в сборную.

## Достижения
- Чемпион Франции: 1972/73, 1976/77, 1979/80, 1982/83
- Обладатель Кубка Франции: 1978/1979